# Safareig de la Nòria
El Safareig de la Nòria és una obra de la Sénia (Montsià) inclosa a l'Inventari del Patrimoni Arquitectònic de Catalunya.

## Descripció
Safareig públic municipal. Ocupa l'edifici que l'aixopluga, un solar molt estrat a l'altura del carrer i eixamplat a l'interior. L'extrem posterior dona al cingle que aboca al llit del riu Sénia, sobre el que es va construir el nucli de població medieval, aquest edifici sembla molt refet posteriorment. El rentador en si se situa a un nivell inferior al del carrer, i s'hi accedeix mitjançant uns esgraons refets modernament. És un receptacle amb parets de 1m d'alçada aproximada, fetes de maçoneria amb lloses de pedra al damunt, inclinades cap a l'aigua i amb incisions al damunt per a facilitar el rentat, sobresurten uns ferros més moderns que sostenen taulons de fusta per penjar la roba neta. Rep l'aigua del reguer del poble i l'expulsa per l'extrem contrari.

## Història
Podria tractar-se d'un element posterior al 1834, any en què consta documentalment una donació per a la realització del projecte de baixar un canal d'aigua fins a la Plaça d'Espanya, ja que aquesta aleshores només arribava fins a "La Nòria". Com els altres safareigs del poble anava acompanyat d'un abeurador, situat a la banda oposada del carrer que fou retirat.